# Flying Legend Tucano Replica
Tucano Replica (Tiếng Anh: Toucan) là loại máy bay dân sự thể thao hạng nhẹ của Ý, do nhà sản xuất máy bay  Flying Legend có trụ sở tại Caltagirone, Ý thiết kế, chế tạo, lắp ráp hoàn thiện và được giới thiệu lần đầu ra công chúng tại Triển lãm AERO Friedrichshafen, CHLB Đức, năm 2011. Máy bay được sản xuất và bán dưới hình thức các bộ kít máy bay tự lắp dựng hoặc máy bay đã lắp ráp hoàn chỉnh tại nhà máy. 
Flying Legend là dự án hợp tác giữa MGA và Barum

## Thiết kế và phát triển
Tucano Replica là bản sao thu nhỏ của dòng máy bay huấn luyện Embraer EMB 312 Tucano, ra đời đầu những năm 1980, có thiết kế cánh thấp, trang bị một động cơ, buồng lái hai chỗ ngồi được bố trí trước sau với nắp buồng lái dạng bong bóng và càng đáp có thể thu thả. Phiên bản với càng đáp cố định đã được phát triển cho thị trường máy bay thể thao hạng nhẹ của Hoa Kỳ.
Máy bay được chế tạo bằng hợp kim nhôm Alclad 2024-T3 và 6061-T6. Cánh máy bay được trang bị cánh tà, với chiều dài sải cánh 8,41 m (27,6 ft) và diện tích 10,0 m2 (108 ft vuông). Động cơ tiêu chuẩn là loại động cơ piston bốn thì Rotax 912ULS công suất 100 mã lực (75 kW), các tùy chọn động cơ khác bao gồm: Rotax 914 công suất 115 mã lực (86 kW), Rotax 915 công suất 141 mã lực (105 kW) và D-Motor LF39 công suất 125 mã lực (93 kW).

## Các phiên bản
TP-150 (Trainer and Patrol) là phiên bản quân sự, được Cộng hòa Dominica đặt mua vào năm 2023 và lấy tên TP-75 DULUS  để kỷ niệm 75 năm ngày thành lập Lực lượng Không quân Cộng hòa Dominica
TP-150 được giới thiệu tại Triển lãm Quốc phòng Quốc tế Việt Nam 2024 . Đây là dòng máy bay phục vụ hoạt động huấn luyện phi công quân sự sơ cấp và hoạt động bay tuần tra.
Phiên bản quân sự chỉ được chế tạo và lắp ráp hoàn chỉnh tại các nhà máy của Flying Legend

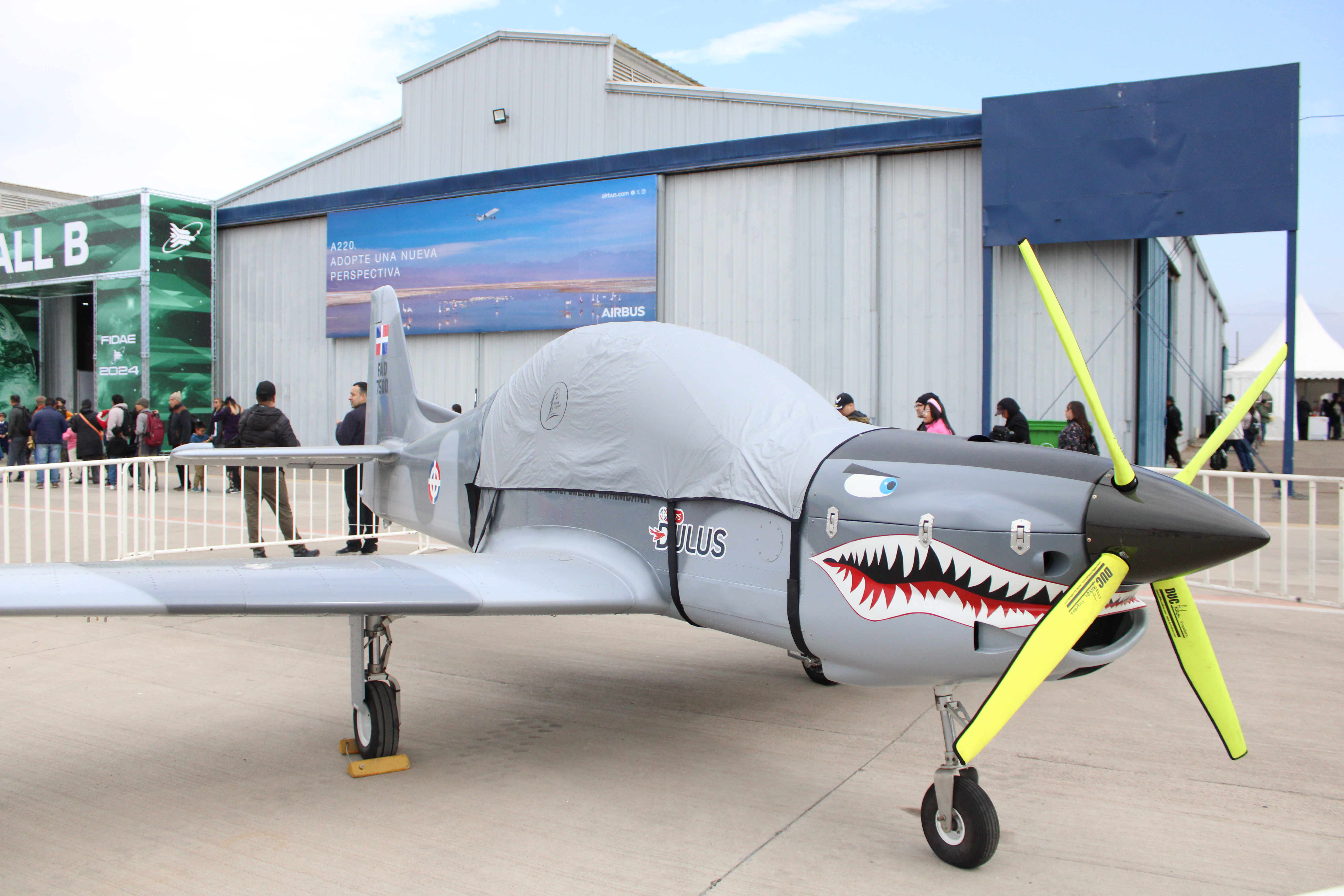
Phiên bản TP-150 của Cộng hòa Dominica (được lấy tên TP-75 DULUS)

## Tính năng (Tucano Replica)
Đặc tính tổng quan
- Kíp lái: Một
- Sức chứa: Một hành khách
- Chiều dài: 7,1 m (23 ft 4 in)
- Sải cánh: 8,41 m (27 ft 7 in)
- Chiều cao: 2,43 m (8 ft 0 in)
- Diện tích cánh: 10,0 m2 (108 foot vuông)
- Trọng lượng rỗng: 420 kg (926 lb)
- Trọng lượng có tải: 750 kg (1.653 lb)
- Sức chứa nhiên liệu: 120 lít (26 gal Anh; 32 gal Mỹ)
- Động cơ: 1 × Rotax 915 iS 4 xy lanh, làm mát khí và nước, 4 thì, 105 kW (141 hp)
- Cánh quạt: 4-lá Composite sợi carbon

Hiệu suất bay
- Vận tốc hành trình: 300 km/h (186 mph; 162 kn)
- Vận tốc tắt ngưỡng: 75 km/h (47 mph; 40 kn) flaps up
- Tốc độ không vượt quá: 330 km/h (205 mph; 178 kn)
- Tầm bay: 900 km (559 mi; 486 nmi)
- Số G giới hạn: +6.0/-3.0
- Vận tốc lên cao: 8,5 m/s (1.670 ft/min)

1. ↑  Bayerl, Robby; Martin Berkemeier; et al: World Directory of Leisure Aviation 2011-12, page 54. WDLA UK, Lancaster UK, 2011. ISSN 1368-485X.
2. ↑  "Flying Legend - the TUCANO Replica aircraft build company". Flying Legend (bằng tiếng Ý). Truy cập ngày 14 tháng 4 năm 2025.
3. ↑  "Flying Legend - the TUCANO Replica aircraft build company". Flying Legend (bằng tiếng Ý). Truy cập ngày 14 tháng 4 năm 2025.
4. ↑  Setupgrade (ngày 22 tháng 2 năm 2023). "The Dominican DAF acquires the Dulus TP-75 aircraft". Flying Legend (bằng tiếng Anh). Truy cập ngày 14 tháng 4 năm 2025.
5. ↑  "Chiếc máy bay huấn luyện đầu tiên sản xuất tại Việt Nam". special.nhandan.vn (bằng tiếng Anh). Truy cập ngày 14 tháng 4 năm 2025.